# Feao Fotuaika
Pas d'image ? Cliquez ici

a Compétitions nationales et continentales officielles uniquement.

b Matchs officiels uniquement.
Dernière mise à jour le 31 octobre 2024.
Feao Fotuaika, né le 23 avril 1993 à Gisborne (Nouvelle-Zélande), est un joueur de rugby à XV international tongien. Il joue aux postes de pilier gauche et droite.

## Biographie
Feao Fotuaika est né à Gisborne en Nouvelle-Zélande, puis émigre avec sa famille en Australie en 2007, s'installant à Brisbane. Son frère aîné, Mosese Fotuaika (en) était un joueur de rugby à XIII avec les Wests Tigers, avant son suicide en 2013. Son frère cadet, Moeaki Fotuaika, est également un joueur de rugby à XIII, et joue avec les Gold Coast Titans.

## Carrière

### En club
Feao Fotuaika commence sa carrière en Australie, avec le club amateur de Sunnybank Rugby en Queensland Premier Rugby. 
En 2014, il est retenu dans l'effectif de Queensland Country, pour disputer le National Rugby Championship nouvellement créé. Il dispute trois rencontres avec cette équipe, toutes comme remplaçant.
L'année suivante, il rejoint l'équipe de Brisbane City au sein du même championnat. Lors de sa première saison, il joue dix matchs comme remplaçant, et participe ainsi à la finale de la compétition, que son équipe remporte face aux Canberra Vikings,. Il joue un total de quatre saisons avec cette équipe, et n'est titularisé que deux fois en vingt-huit rencontres.
En 2019, il est repéré par les entraîneurs de la franchise des Queensland Reds, Brad Thorn et Cameron Lillicrap, qui lui proposent un contrat à condition qu'il perde du poids. Il parvient alors à se délester de plus de quinze kilogrammes et, après une période d'essai concluante, signe un contrat d'un an avec l'équipe,. Il joue son premier match en Super Rugby dès la première journée du championnat, le 22 février 2019 face aux Highlanders. Lors de sa première saison à haut niveau, il dispute cinq matchs dont trois titularisations, avant qu'une fracture de la jambe de mette un terme à sa saison,. À la fin de la saison, il prolonge son contrat avec les Reds pour deux saisons supplémentaires.
Lors de la saison 2020 de Super Rugby, il ne joue qu'un seul match à cause d'une rechute de sa blessure à la jambe subie l'année précédente. De retour en 2021, il obtient cette fois un temps de jeu conséquent, et s'impose comme le titulaire régulier au poste de pilier gauche. Il débute la finale du Super Rugby AU, gagnée par son équipe face aux Brumbies. Après cette troisième saison, il prolonge à nouveau son contrat avec les Reds, cette fois pour une durée d'un an. En 2022, il joue quatorze rencontres avec les Reds, où il est désormais régulièrement utilisé au poste de pilier droit, en complément du Wallaby Taniela Tupou.
En août 2022, il rejoint le club français du Lyon OU en Top 14 en tant que joker médical de Demba Bamba, blessé longue durée. Auteur de bonnes performances, il est conservé dans l'effectif après le retour de Bamba, et signe une prolongation de contrat le liant au club lyonnais jusqu'en juin 2025. En octobre 2024, il demande à être libéré de son contrat avec effet immédiat, afin de rentrer vivre dans son pays natal.

### En équipe nationale
Feao Fotuaika joue avec la sélection scolaire australienne (en) en 2011, affrontant leur homologue néo-zélandaise,.
En 2013, il est retenu au sein du groupe élargi de l'équipe d'Australie des moins de 20 ans pour préparer le Championnat du monde junior. Il n'est cependant pas sélectionné dans le groupe définitif.
En juin 2021, il est convié au camp d'entraînement de l'équipe d'Australie, où il doit compenser la blessure de Scott Sio. Cet appel ne débouche par la suite sur aucune sélection.
L'année suivante, il est sélectionné avec l'équipe d'Australie A (en) (équipe nationale réserve) pour disputer la Coupe des nations du Pacifique. Toutefois, il décide finalement de rejoindre en lieu et place la sélection nationale tongienne disputant la même compétition. Il obtient sa première sélection avec les Tonga le 9 juillet 2022 à l'occasion d'un match contre les Samoa à Lautoka.
En juin 2023, il est sélectionné au sein du groupe tongien retenu pour préparer la Coupe du monde 2023 en France. Il est ensuite retenu au sein du groupe définitif pour le Mondial français le 21 août 2023. Il est cependant contraint de déclarer forfait à cause d'une blessure, avant d'avoir le temps de disputer un match lors de la compétition,. 

## Palmarès

### En club et province
- Vainqueur du NRC en 2015 avec Brisbane City.
- Vainqueur du Super Rugby AU en 2021 avec les Queensland Reds.

### En équipe nationale
- 6 sélection avec les Tonga depuis 2022.
- 0 point.